# Federazione cestistica di Gibilterra
La Gibraltar Amateur Basket Ball Association è l'ente che controlla e organizza la pallacanestro a Gibilterra.
La federazione controlla inoltre le Nazionali maschile e femminile. Ha sede a Gibilterra e l'attuale presidente è John Goncalves.
È affiliata alla FIBA dal 1985 e organizza il campionato di pallacanestro di Gibilterra.